# 翁布利耶尔
翁布利耶尔（法語：Homblières，法語發音：[ɔ̃blijɛʁ]）是法国上法蘭西大區埃纳省的一个市镇，属于圣康坦区。

## 地理
翁布利耶尔（49°51'0"N, 3°21'54"E）面积14.29 平方千米，位于法国上法蘭西大區埃纳省，该省份为法国北部内陆省份，北起北部省，西接索姆省和瓦兹省，东临阿登省和马恩省，西南至塞纳-马恩省，东北部与比利时接壤。
与翁布利耶尔接壤的市镇（或旧市镇、城区）包括：小埃西尼、丰索姆、方丹圣母村、阿尔利、马尔西、梅尼勒圣洛朗、莫尔库尔、勒尼、勒莫库尔、鲁夫鲁瓦。

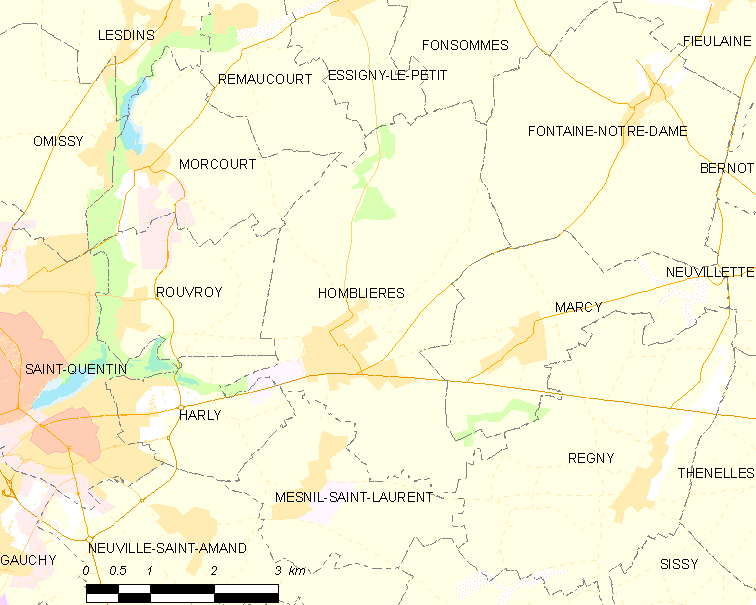
翁布利耶尔的OSM定位图

翁布利耶尔的时区为UTC+01:00、UTC+02:00（夏令时）。

## 行政
翁布利耶尔的邮政编码为02720，INSEE市镇编码为02383。

## 政治
翁布利耶尔所属的省级选区为圣康坦第三县。

## 人口

1962-2008年间翁布利耶尔人口变化图示

翁布利耶尔于2022年1月1日时的人口数量为1425人。